# Stephanie Frausto
Pour les articles homonymes, voir Frausto.
Stephanie Frausto née le 20 septembre 1990 à Fresno en Californie (États-Unis), est une pratiquante de MMA américaine. Elle combat actuellement à l'Invicta Fighting Championships. Stephanie Frausto a une sœur plus ainée Zoila Frausto Gurgel également pratiquante de MMA.

## Biographie
Stephanie Frausto est née dans une famille pour laquelle le MMA est une tradition. Elle a été initiée très jeune par son père ceinture noire de Taekwondo, puis a voulu suivre les traces de sa grande sœur Zoila et est entrée très vite dans la compétition, passant professionnelle dès l'âge de dix-neuf ans.

## Parcours en MMA

### Débuts
Stephanie Frausto a débuté directement la compétition professionnelle sans avoir participé au moindre combat amateur. Engagée par l'organisation The Warriors Cage elle affronte Erica Madrid le 10 janvier 2010 lors du TWC 6 qui se tient au Casino Eagle Mountain Event Center à Porterville en Californie, (États-Unis). Elle l'emporte par TKO dès le premier round.
Stephanie Frausto rencontre Paulina Ramirez le 9 septembre 2010 lors du Tachi Palace Fights 6 à Lemoore en Californie (États-Unis). Au bout des trois rounds de trois minutes elle subit une courte défaite par décision partagée (29-28, 28-29, 28-29).

### Second départ
Après cinq combat en 2010, Stephanie Frausto prend du recul, quitte la Californie et rejoint sa sœur en Ohio afin de s'entrainer plus efficacement notamment en jiu-jitsu brésilien.
Le 4 janvier 2012 le retour de Stephanie Frausto dans l'aire de combat est annoncée pour le NAAFS: Caged Fury 16 du 28 janvier 2012. Son retour est un échec puisqu'elle perd contre Ashley Cummins par décision unanime.

### Women's Fighting Championship
Le 25 avril 2012, Stephanie Frausto est sélectionnée pour affronter Diana Rael lors du Women's Fighting Championship 1. La gagnante remportera le titre inaugural des poids atomes WFC. Le 12 mai 2012 Stephanie Frausto l'emporte par soumission (clé de bras) et deviens championne des poids atomes WFC.

### Invicta Fighting Championships
Le 6 octobre 2012 à Kansas City, Stephanie Frausto est opposée à l'Américaine Amy Davis. Elle combat pour la première fois au sein de l'Invicta FC. La veille lors de la pesée elle s'avère être un peu plus légère que son adversaire 104.6 lb (48 kg) contre 106 lb (48 kg) pour Amy Davis. Stephanie Frausto sort victorieuse grâce à une soumission (étranglement en guillotine) en moins d'une minute.

### Les origines de son surnom
Lorsque Stephanie Frausto jouait la comédie à Fresno elle aimait imiter les singes. Lorsqu'elle a continué ses imitations durant son cours de jiu-jitsu brésilien, son entraineur la surnommée Macaquinha (petit singe en Portugais). Elle a gardé ce surnom qui lui plait.

### Distinctions
- Women's Fighting Championship
  - Championne des poids atomes WFC (depuis le 10 juillet 2012 face à Diana Rael)

## Palmarès en MMA
| 9 combats      | 4 victoires | 5 défaites |
| Par KO         | 2           | 1          |
| Par soumission | 2           | 2          |
| Sur décision   | 0           | 2          |

| Résultat | Record | Adversaire      | Méthode                                     | Événement                             | Date             | Round | Temps | Lieu                                         | Notes                                  |
| -------- | ------ | --------------- | ------------------------------------------- | ------------------------------------- | ---------------- | ----- | ----- | -------------------------------------------- | -------------------------------------- |
| Défaite  | 4–5    | Cassie Rodish   | TKO (coups de poing and coups de coude)     | Invicta FC 4: Esparza vs. Hyatt       | 5 janvier 2013   | 3     | 1:04  | Kansas City, Kansas, États-Unis              |                                        |
| Victoire | 4–4    | Amy Davis       | Soumission (étranglement en guillotine)     | Invicta FC 3                          | 6 octobre 2012   | 1     | 0:48  | Kansas City, Kansas, États-Unis              |                                        |
| Victoire | 3–4    | Diana Rael      | Soumission (clé de bras)                    | WFC - Women's Fighting Championship 1 | 10 juillet 2012  | 1     | 3:25  | Casper, Wyoming, États-Unis                  | Remporte le titre des poids atomes WFC |
| Défaite  | 2–4    | Ashley Cummins  | Décision unanime                            | NAAFS: Caged Fury 16                  | 28 janvier 2012  | 3     | 3:00  | Morgantown, Virginie Occidentale, États-Unis |                                        |
| Défaite  | 2–3    | Paulina Ramirez | Décision partagée (29-28, 28-29, 28-29)     | Tachi Palace Fights 6: High Stakes    | 9 septembre 2010 | 3     | 3:00  | Lemoore, Californie, États-Unis              |                                        |
| Défaite  | 2–2    | Lisa Ellis      | Soumission technique (étranglement arrière) | Bellator Fighting Championships 22    | 17 juin 2010     | 1     | 2:01  | Kansas City, Missouri, États-Unis            |                                        |
| Victoire | 2–1    | Elaine Garza    | TKO (coups de poing)                        | The Warriors Cage 8: Meltdown         | 16 mai 2010      | 1     | 2:18  | Porterville, Californie, États-Unis          |                                        |
| Défaite  | 1–1    | Trisha Pinon    | Soumission (Armbar)                         | The Warriors Cage 7: Violence         | 7 mars 2010      | 1     | 2:18  | Porterville, Californie, États-Unis          |                                        |
| Victoire | 1–0    | Erica Madrid    | TKO (coups de poing)                        | The Warriors Cage 6: Primitive Rage   | 10 janvier 2010  | 1     | 2:42  | Porterville, Californie, États-Unis          |                                        |